# Hainholzgraben (Tarpenbek)
Der Hainholzgraben ist ein ca. 1000 Meter langer Graben in Hamburg-Niendorf.
Er mündet an der Grenze zu Hamburg-Fuhlsbüttel durch ein Regenwassersiel (R-Siel) in die Tarpenbek.

## Verlauf
Er entspringt am König-Heinrich-Weg, verläuft am Friederike-Büscher-Wanderweg, Düp-Ring und unterquert den Garstedter Weg. Er verläuft einige Meter südlich weiter am Friederike-Büscher-Wanderweg, unterquert die Niendorfer Höhe und den Fuhlsbütteler Weg, weiter an einem Pfad und unterquert den Sugambrerweg und verläuft ab der Straße Nienkamp unterirdisch parallel zur Straße Hainholz, unterquert den Steinhoffweg und den Engernweg und mündet dann durch ein R-Siel in die Tarpenbek.